# Tatsuru Mukōjima
Tatsuru Mukōjima (jap. 向島 建, Mukōjima Tatsuru; * 9. Januar 1966 in der Präfektur Shizuoka) ist ein ehemaliger japanischer Fußballspieler.

## Karriere
Mukōjima erlernte das Fußballspielen in der Schulmannschaft der Shizuoka Gakuen High School und der Universitätsmannschaft der Kokushikan-Universität. Seinen ersten Vertrag unterschrieb er 1988 bei Toshiba. Der Verein spielte in der zweithöchsten Liga des Landes, der Japan Soccer League Division 2. 1988/89 wurde er mit dem Verein Meister der Division 2 und stieg in die Division 1 auf. Für den Verein absolvierte er 61 Erstligaspiele. 1992 wechselte er zu Shimizu S-Pulse. Der Verein spielte in der höchsten Liga des Landes, der J1 League. 1992 und 1993 erreichte er das Finale des J.League Cup. 1996 gewann er mit dem Verein den J.League Cup. Für den Verein absolvierte er 85 Erstligaspiele. 1997 wechselte er zum Zweitligisten Kawasaki Frontale. 1999 wurde er mit dem Verein Meister der J2 League und stieg in die J1 League auf. Am Ende der Saison 2000 stieg der Verein in die J2 League ab. Für den Verein absolvierte er 70 Spiele. Ende 2001 beendete er seine Karriere als Fußballspieler.

## Erfolge
Shimizu S-Pulse
- J.League Cup

Sieger: 1996
Finalist: 1992, 1993
Kawasaki Frontale
- J.League Cup

Finalist: 2000